# Берат (исправа)
Берат је турски назив за исправу, односно указ којим се неко поставља на службу у државној управи или војсци. Берати су у Османском царству издавани у име султана, а процедура за њихово издавање била је у надлежности великог везира. При доласку новог султана на власт, сви берати су морали бити обновљени. Прављени су у тачно одређеном формату, украшени са султановом тугром (стилизовани потпис). Посебни берати издавани су и вишим верским старешинама, приликом државне потврде њиховог ступања на одговарајуће дужности. Управо по том основу, сваки православни јерарх у Османском царству такође је морао имати султанов берат.